# فینال‌های ان‌بی‌ای ۱۹۷۸
سری فینال‌های قهرمانی جهان ان‌بی‌ای ۱۹۷۸ دور قهرمانی فصل ۷۸–۱۹۷۷ اتحادیهٔ ملی بسکتبال (ان‌بی‌ای) و دور پایانی مسابقات دور حذفی این فصل می‌باشد. در این سری که به صورت بهترین از هفت به انجام رسید دو تیم سیاتل سوپرسانیکس (قهرمان کنفرانس غرب) و واشینگتن بولتز (قهرمان کنفرانس شرق) در برابر هم قرار گرفتند. بولتز در هفت بازی سوپرسانیکس را شکست داد و عنوان قهرمانی ان‌بی‌ای در فصل ۷۸–۱۹۷۷ را کسب نمود. وس آنسلد فوروارد قدرتی/سنتر تیم بولتز نیز به عنوان ام‌وی‌پی بازی‌های دور پایانی انتخاب شد. پیش از پیروزی کلیولند کاوالیرز در زمین گلدن استیت واریرز در فینال‌های ان‌بی‌ای ۲۰۱۶، این آخرین بارتسنصدقنی بود که یک تیم مهمان بازی ۷ را در سری بازی‌های پایانی ان‌بی‌ای برنده می‌شد. سری بازی‌های قهرمانی جهان ان‌بی‌ای ۱۹۷۸ نخستین سری در فینال‌های اتحادیهٔ ملی بسکتبال از سری قهرمانی جهان ۱۹۵۸ بود که در آن هر دو تیم کمتر از ۵۰ پیروزی کسب کردند و تنها سری فینال در تاریخ مسابقات ان‌بی‌ای می‌باشد که در یک فصل با ۸۲ بازی، دو تیم با کمتر از ۵۰ برد در آن حضور پیدا کرده‌اند.

## پیش‌زمینه

### مسیر فینال
| #  | کنفرانس غرب           | کنفرانس غرب | کنفرانس غرب | کنفرانس غرب | کنفرانس غرب   |
| #  | تیم                   | برد         | باخت        | درصد برد    | بازی‌های پشت‌سر |
| -- | --------------------- | ----------- | ----------- | ----------- | ------------- |
| ۱  | z-پورتلند تریل بلیزرز | ۵۸          | ۲۴          | ۰٫۷۰۷       | –             |
| ۲  | y-دنور ناگتس          | ۴۸          | ۳۴          | ۰٫۵۸۵       | ۱۰            |
| ۳  | x-فینیکس سانز         | ۴۹          | ۳۳          | ۰٫۵۹۸       | ۹             |
| ۴  | x-سیاتل سوپرسانیکس    | ۴۷          | ۳۵          | ۰٫۵۷۳       | ۱۱            |
| ۵  | x-لس آنجلس لیکرز      | ۴۵          | ۳۷          | ۰٫۵۴۹       | ۱۳            |
| ۶  | x-میلواکی باکس        | ۴۴          | ۳۸          | ۰٫۵۳۷       | ۱۴            |
|    |                       |             |             |             |               |
| ۷  | گلدن استیت واریرز     | ۴۳          | ۳۹          | ۰٫۵۲۴       | ۱۵            |
| ۸  | شیکاگو بولز           | ۴۰          | ۴۲          | ۰٫۴۸۸       | ۱۸            |
| ۹  | دیترویت پیستونز       | ۳۸          | ۴۴          | ۰٫۴۶۳       | ۲۰            |
| ۱۰ | ایندیانا پیسرز        | ۳۱          | ۵۱          | ۰٫۳۷۸       | ۲۷            |
| ۱۱ | کانزاس سیتی کینگز     | ۳۱          | ۵۱          | ۰٫۳۷۸       | ۲۷            |

| #  | کنفرانس شرق             | کنفرانس شرق | کنفرانس شرق | کنفرانس شرق | کنفرانس شرق   |
| #  | تیم                     | برد         | باخت        | درصد برد    | بازی‌های پشت‌سر |
| -- | ----------------------- | ----------- | ----------- | ----------- | ------------- |
| ۱  | z-فیلادلفیا سونتی‌سیکسرز | ۵۵          | ۲۷          | ۰٫۶۷۱       | –             |
| ۲  | y-سن آنتونیو اسپرز      | ۵۲          | ۳۰          | ۰٫۶۳۴       | ۳             |
| ۳  | x-واشینگتن بولتز        | ۴۴          | ۳۸          | ۰٫۵۳۷       | ۱۱            |
| ۴  | x-کلیولند کاوالیرز      | ۴۳          | ۳۹          | ۰٫۵۲۴       | ۱۲            |
| ۵  | x-نیویورک نیکس          | ۴۳          | ۳۹          | ۰٫۵۲۴       | ۱۲            |
| ۶  | x-آتلانتا هاوکس         | ۴۱          | ۴۱          | ۰٫۵۰۰       | ۱۴            |
|    |                         |             |             |             |               |
| ۷  | نیو اورلینز جاز         | ۳۹          | ۴۳          | ۰٫۴۷۶       | ۱۶            |
| ۸  | بوستون سلتیکس           | ۳۲          | ۵۰          | ۰٫۳۹۰       | ۲۳            |
| ۹  | هیوستون راکتس           | ۲۸          | ۵۴          | ۰٫۳۴۱       | ۲۷            |
| ۱۰ | بوفالو براوز            | ۲۷          | ۵۵          | ۰٫۳۲۹       | ۲۸            |
| ۱۱ | نیوجرسی نتس             | ۲۴          | ۵۸          | ۰٫۲۹۳       | ۳۱            |

### سری‌های فصل عادی
واشینگتن در سری‌های فصل عادی ۳ بر ۱ برنده شد.
| ۱۵ نوامبر ۱۹۷۷ |

|  |

| سیاتل سوپرسانیکس ۱۰۹, واشینگتن ویزاردز ۱۱۱ |

| ۱۸ دسامبر ۱۹۷۷ |

|  |

| واشینگتن ویزاردز ۱۰۹, سیاتل سوپرسانیکس ۱۱۱ |

| ۸ فوریه ۱۹۸۷ |

|  |

| واشینگتن ویزاردز ۱۰۶, سیاتل سوپرسانیکس ۱۰۰ |

| ۱۴ مارس ۱۹۷۸ |

|  |

| سیاتل سوپرسانیکس ۱۱۵, واشینگتن ویزاردز ۱۲۰ |

## خلاصه سری
| بازی   | تاریخ  | تیم میزبان | نتیجه               | تیم مهمان |
| ------ | ------ | ---------- | ------------------- | --------- |
| بازی ۱ | ۲۱ مه  | سیاتل      | ۱۰۶–۱۰۲             | واشینگتن  |
| بازی ۲ | ۲۵ مه  | واشینگتن   | ۱۰۶–۹۸              | سیاتل     |
| بازی ۳ | ۲۸ مه  | واشینگتن   | ۹۲–۹۳               | سیاتل     |
| بازی ۴ | ۳۰ مه  | سیاتل      | ۱۱۶–۱۲۰ (وقت اضافه) | واشینگتن  |
| بازی ۵ | ۲ ژوئن | سیاتل      | ۹۸–۹۴               | واشینگتن  |
| بازی ۶ | ۴ ژوئن | واشینگتن   | ۱۱۷–۸۲              | سیاتل     |
| بازی ۷ | ۷ ژوئن | سیاتل      | ۹۹–۱۰۵              | واشینگتن  |

بولتز برندهٔ سری ۴–۳

### بازی ۱
| ۲۱ مه ۱۲:۰۰ p.m. PDT |

|  |

| واشینگتن ویزاردز ۱۰۲, سیاتل سوپرسانیکس ۱۰۶          |  |                                                        |
| امتیاز بر پایه وقت: ۳۱–۲۵, ۲۷–۲۴, ۲۶–۲۴, ۱۸–۳۳      |  |                                                        |
| امتیاز: Grevey ۲۷ ریباند: Hayes ۹ پاس : Henderson ۷ |  | امتیاز: Brown ۳۰ ریباند: Webster ۱۴ پاس: دنیس جانسون ۵ |
| سیاتل پیشتاز سری، ۱–۰                               |  |                                                        |

### بازی ۲
| ۲۵ مه ۹:۰۰ p.m. EDT |

|  |

| سیاتل سوپرسانیکس ۹۸, واشینگتن ویزاردز ۱۰۶                                   |  |                                                                     |
| امتیاز بر پایه وقت: ۱۶–۲۹, ۳۶–۲۷, ۱۹–۲۴, ۲۷–۲۶                              |  |                                                                     |
| امتیاز: Williams ۲۴ ریباند: Webster ۱۲ پاس : دنیس جانسون، Silas, Williams ۴ |  | امتیاز: Dandridge ۳۴ ریباند: وس آنسلد ۱۵ پاس: Henderson، وس آنسلد ۵ |
| سری برابر، ۱–۱                                                              |  |                                                                     |

### بازی ۳
| ۲۸ مه ۱:۳۰ p.m. EDT |

|  |

| سیاتل سوپرسانیکس ۹۳, واشینگتن ویزاردز ۹۲                                                           |  |                                                    |
| امتیاز بر پایه وقت: ۲۴–۲۴, ۲۵–۲۳, ۲۰–۲۰, ۲۴–۲۵                                                     |  |                                                    |
| امتیاز: Webster, Williams ۲۰ ریباند: Silas ۱۴ پاس : Brown، دنیس جانسون، Sikma, Webster, Williams ۲ |  | امتیاز: Hayes ۲۹ ریباند: Hayes ۲۰ پاس: Dandridge ۶ |
| سیاتل پیشتاز سری، ۲–۱                                                                              |  |                                                    |

### بازی ۴
| ۳۰ مه ۶:۰۰ p.m. PDT |

|  |

| واشینگتن ویزاردز ۱۲۰, سیاتل سوپرسانیکس ۱۱۶ (OT)                  |  |                                                        |
| امتیاز بر پایه وقت: ۲۳–۲۵, ۲۵–۳۱, ۳۰–۳۱, ۲۸–۱۹, وقت اضافه: ۱۴–۱۰ |  |                                                        |
| امتیاز: Dandridge ۲۳ ریباند: Hayes ۱۳ پاس : Henderson ۱۱         |  | امتیاز: دنیس جانسون ۳۳ ریباند: Webster ۱۵ پاس: Silas ۶ |
| سری برابر، ۲–۲                                                   |  |                                                        |

### بازی ۶
| ۴ ژوئن ۱:۳۰ p.m. EDT |

|  |

| سیاتل سوپرسانیکس ۸۲, واشینگتن ویزاردز ۱۱۷            |  |                                                  |
| امتیاز بر پایه وقت: ۲۱–۱۹, ۱۴–۲۸, ۲۶–۳۷, ۲۱–۳۳       |  |                                                  |
| امتیاز: Brown ۱۷ ریباند: Webster ۱۲ پاس : Williams ۶ |  | امتیاز: Hayes ۲۱ ریباند: Hayes ۱۵ پاس: Ballard ۶ |
| سری برابر، ۳–۳                                       |  |                                                  |

### بازی ۷
| ۷ ژوئن ۶:۰۰ p.m. PDT |

|  |

| واشینگتن ویزاردز ۱۰۵, سیاتل سوپرسانیکس ۹۹                         |  |                                                       |
| امتیاز بر پایه وقت: ۳۱–۲۸, ۲۲–۱۷, ۲۶–۲۱, ۲۶–۳۳                    |  |                                                       |
| امتیاز: Dandridge, Johnson ۱۹ ریباند: وس آنسلد ۹ پاس : وس آنسلد ۶ |  | امتیاز: Webster ۲۷ ریباند: Webster ۱۹ پاس: Williams ۵ |
| واشینگتن برندهٔ سری ۴–۳                                            |  |                                                       |